# Brasilianische Fußballnationalmannschaft der Frauen/Weltmeisterschaften
Der Artikel beinhaltet eine ausführliche Darstellung der brasilianischen Fußballnationalmannschaft der Frauen bei Weltmeisterschaften. Brasilien konnte sich als einzige südamerikanische Mannschaft für alle WM-Endrunden der Frauen qualifizieren und belegt in der ewigen Tabelle Platz 5. Die Brasilianerinnen erreichten einmal das WM-Finale, konnten aber bisher nicht an die Erfolge ihrer männlichen Kollegen anknüpfen.

## Die Nationalmannschaft bei Weltmeisterschaften

### Übersicht
| Jahr | Gastgeberland         | Teilnahme bis …  | Gegner                             | Ergebnis         | Trainer                 | Bemerkungen und Besonderheiten |
| ---- | --------------------- | ---------------- | ---------------------------------- | ---------------- | ----------------------- | --- |
| 1991 | Volksrepublik China   | Vorrunde         | Japan, USA, Schweden               | 9.               | Fernando Pires          | |
| 1995 | Schweden              | Vorrunde         | Schweden, Japan, Deutschland China | 9.               | Ademar Fonseca          | |
| 1999 | USA                   | Spiel um Platz 3 | Norwegen                           | 3.               | Wilson De Oliveira Rica | Sieg im Elfmeterschießen |
| 2003 | USA                   | Viertelfinale    | Schweden                           | 5.               | Paulo Gonçalves         | |
| 2007 | Volksrepublik China   | Finale           | Deutschland                        | Vize-Weltmeister | Jorge Barcellos         | Torschützenkönigin Marta als beste Spielerin ausgezeichnet. |
| 2011 | Deutschland           | Viertelfinale    | USA                                | 5.               | Kleiton Lima            | Niederlage im Elfmeterschießen |
| 2015 | Kanada                | Achtelfinale     | Australien                         | 9.               | Vadão                   | |
| 2019 | Frankreich            | Achtelfinale     | Frankreich                         | 10.              | Vadão                   | Als Südamerikameister qualifiziert. Gruppengegner in Frankreich waren Australien, Italien und Jamaika. Als bester Gruppendritter erreichte Brasilien die K.o.-Runde. |
| 2023 | Australien/Neuseeland | Vorrunde         | Panama, Frankreich, Jamaika        | 18.              | Pia Sundhage            | Als Südamerikameister ohne Gegentor qualifiziert. |

### Statistik
(Angaben inkl. 2023: Neun Weltmeisterschaften)
- nicht teilgenommen: nie (0 %)
- qualifiziert: achtmal (100 %)
  - Vorrunde: dreimal (33,3 %; 1991, 1995 und 2023)
  - Achtelfinale: zweimal (22,2 %; 2015 und 2019)
  - Viertelfinale: zweimal (22,2 %; 2003 und 2001)
  - Spiel um Platz 3: einmal (11,1 %; 1999)
  - Vizeweltmeister: einmal (11,1 %; 2007)

## Die Turniere

### WM 1991 in der Volksrepublik China
Für die erste WM der Frauen qualifizierten sich die Brasilianerinnen als Südamerikameister. Dafür mussten sie in zwei Spielen gegen Venezuela und Chile antreten und gewannen beide Spiele (6:0 und 6:1).
In der Volksrepublik China wurde Brasilien in die Gruppe mit Schweden, Mittel- und Nordamerikameister USA und Japan gelost. Am 17. November 1991 bestritten sie in Foshan ihr erstes WM-Spiel und gewannen gegen Japan mit 1:0. Dabei erzielte Elane das erste WM-Tor für die Brasilianerinnen. Im zweiten Spiel folgte dann ein 0:5 gegen die USA. Nach einem 0:2 gegen Schweden im letzten Gruppenspiel wurde Brasilien Gruppendritter und schied damit aus.

### WM 1995 in Schweden
Vier Jahre später mussten sich die Brasilianerinnen schon gegen vier Mannschaften qualifizieren. Wieder diente die Südamerikameister gleichzeitig als Qualifikation für die WM 1995. Mit vier Siegen gegen Argentinien, Chile, Ecuador und Bolivien wurde Brasilien Gruppensieger gegen Argentinien, musste dann aber im Finale nochmals gegen Argentinien antreten und gewann auch dieses mit 2:0.
Bei der WM wurden wie vier Jahre zuvor Schweden und Japan zugelost, ferner Europameister Deutschland. Wieder startete Brasilien mit einem 1:0-Sieg, diesmal gegen die Gastgeberinnen. Dann folgten aber wieder zwei Niederlagen gegen Japan mit 1:2 und Deutschland mit 1:6. Damit belegte Brasilien punktgleich mit Japan, aber der schlechteren Tordifferenz nur den vierten Platz, schied damit erneut nach der Vorrunde aus und hatte dadurch eigentlich auch die Qualifikation für das erste Fußballturnier der Frauen bei den Olympischen Spielen 1996 verpasst, da sich nur die acht besten Mannschaften der WM dafür qualifizieren konnten. Weil allerdings England als siebtbeste Mannschaft bei den Olympischen Spielen nicht startberechtigt war, konnte Brasilien als neuntbeste Mannschaft doch teilnehmen. Japan als einer der beiden besten Gruppendritten verlor dann im Viertelfinale gegen die USA.

### WM 1999 in den USA
Für die dritte Weltmeisterschaft bzw. die wieder als Qualifikation dienende Südamerikameister hatten alle 10 CONMEBOL-Mitglieder gemeldet, so dass in zwei Gruppen gespielt wurde. Brasilien setzte sich in seiner Gruppe mit vier Siegen gegen Peru, Kolumbien, Chile und Venezuela durch. Im Halbfinale wurde dann Ecuador mit 11:1 besiegt und im Finale Argentinien mit 7:1. Argentinien konnte dann auch gegen Mexiko in den Interamerikanischen Playoffs nicht gewinnen, wodurch sich Mexiko erstmals qualifizierte.
Mexiko war dann in den USA Auftaktgegner Brasiliens und verlor mit 1:7. Dabei erzielten Pretinha und Sissi je drei Tore. Diesmal konnte Brasilien aber auch das zweite Spiel gewinnen: Italien wurde mit 2:0 besiegt. Nach einem 3:3 gegen Deutschland war Brasilien aufgrund der besseren Tordifferenz sogar Gruppensieger und traf im Viertelfinale auf Afrikameister Nigeria. Nach 35 Minuten stand es 3:0 für Brasilien, da die Afrikanerinnen aber in der zweiten Halbzeit auch drei Tore schossen, gab es eine Verlängerung. In dieser gelang Sissi dann das Golden Goal zum 4:3. Im Halbfinale gegen den Gastgeber USA wurde dann aber mit 0:2 verloren. Die USA wurden dann auch zum zweiten Mal Weltmeister. Brasilien erreichte im kleinen Finale gegen den entthronten Titelverteidiger Norwegen durch einen Sieg im Elfmeterschießen den dritten Platz.

### WM 2003 in den USA
Eigentlich sollte die WM 2003 wieder in der Volksrepublik China stattfinden. Wegen der SARS-Epidemie wurde das Turnier kurzfristig in die USA verlegt. Damit fand die Weltmeisterschaft zum zweiten Mal in den USA statt. In der Qualifikation, die wieder als Sudamericano Femenino 2003 ausgetragen wurde, musste Brasilien erst in der Runde der letzten Vier antreten, für die sich die anderen drei Mannschaften erst qualifizieren mussten. Mit drei Siegen gegen Argentinien, Kolumbien und Peru qualifizierte sich Brasilien als Südamerikameister für die WM, aber auch der Gruppenzweite Argentinien konnte das WM-Ticket buchen.
In den USA trafen sie im ersten Gruppenspiel auf Südkorea und gewannen mit 3:0. Gegen Norwegen folgte dann ein 4:1-Sieg und mit einem 1:1 gegen Frankreich wurde als Gruppenerster das Viertelfinale erreicht. Hier war Schweden der Gegner und mit einem 1:2 schied Brasilien aus. Schweden erreichte dann das Finale, verlor dann aber durch das erste Golden Goal in einem WM-Spiel der Frauen gegen Deutschland, womit die deutschen Frauen erstmals Weltmeister wurden und Deutschland damit erster Weltmeister bei Männern und Frauen.

### WM 2007 in der Volksrepublik China
Vier Jahre später fand dann die WM doch zum zweiten Mal in der Volksrepublik China statt. In der Sudamericano Femenino 2006, die wieder als Qualifikation diente, spielten die 10 CONMEBOL-Mitglieder zunächst in zwei Fünfergruppen vier Mannschaften für die Endrunde aus. Brasilien traf dabei zunächst auf Paraguay, Venezuela, Peru und Bolivien. Mit vier Siegen erreichte Brasilien die Finalrunde, wurde dort aber nur Zweiter hinter Argentinien vor Uruguay und Paraguay. Damit fuhren Argentinien und Brasilien wieder zur WM.
Bei der Endrunde trafen sie im ersten Spiel auf Ozeanienmeister Neuseeland und gewannen mit 5:0. Gegen Gastgeber China folgte dann ein 4:0 und Dänemark wurde mit 1:0 besiegt. Damit erreichte Brasilien als Gruppensieger das Viertelfinale. In einem abwechslungsreichen Spiel wurde Australien mit 3:2 geschlagen und damit das Halbfinale gegen die USA erreicht. Hier gelang es Brasilien den US-Girls mit 4:0 ihre höchste Länderspielniederlage beizubringen, womit Brasilien erstmals das WM-Finale erreichte und damit nach Deutschland und Schweden die dritte Nation war, der dies bei Frauen und Männern gelang. Gegner war Titelverteidiger Deutschland, der ohne Gegentor das Finale erreicht hatte und dabei mit einem 11:0 gegen Argentinien im Eröffnungsspiel den höchsten WM-Sieg aller Zeiten eingefahren hatte. Nach einer torlosen ersten Halbzeit gelang Birgit Prinz in der 52. Minute mit ihrem 14. WM-Tor die 1:0-Führung. In der 64. Minute wurde Cristiane im deutschen Strafraum gefoult. Den fälligen Elfmeter von Marta konnte Nadine Angerer jedoch abwehren. Auch die folgenden Angriffe konnten die Brasilianerinnen nicht in Tore verwerten, da die deutsche Abwehr sicher stand. Vier Minuten vor Schluss fiel die Entscheidung: Nach einer Ecke erzielte Simone Laudehr per Kopfball das 2:0. Damit verteidigte die deutsche Mannschaft als erste bei einer WM der Frauen ihren Titel. Die Vizemeisterschaft ist aber die bisher beste Platzierung für Brasilien. Zudem erhielt Marta den Goldenen Schuh als Torschützenkönigin und den Goldenen Ball als beste Spielerin des Turniers.

### WM 2011 in Deutschland
Für die WM in Deutschland qualifizierten sich die Brasilianerinnen wieder als Sieger der Sudamericano Femenino 2010. Mit vier Siegen wurden in der Vorrunde zunächst Kolumbien, Paraguay, Venezuela und Uruguay distanziert. In der Finalrunde gelangen dann noch drei Siege gegen Kolumbien, Chile und Argentinien, das am letzten Spieltag überraschend gegen Kolumbien verlor, womit Kolumbien statt Argentinien die WM-Fahrkarte erhielt.
In Deutschland wurde Brasilien in eine Gruppe mit WM-Neuling Äquatorialguinea, Norwegen und Australien gelost. Nach einem 1:0 gegen Australien und einem 3:0 gegen Norwegen hätte schon ein Remis gegen den WM-Neuling von der anderen Seite des Atlantiks gereicht, aber auch dieses Spiel wurde gewonnen (3:0), so dass Brasilien ohne Gegentor mit neun Punkten Gruppensieger wurde. Im Viertelfinale trafen sie auf die US-Amerikanerinnen, die erstmals nur Gruppenzweiter geworden waren. Brasilien geriet bereits in der zweiten Minute durch ein Eigentor von Daiane in Rückstand, konnte aber in der 68. Minute den Ausgleich durch einen von Marta verwandelten Foulelfmeter erreichen. Dabei hatten die Brasilianerinnen Glück, denn zwar hielt Hope Solo den zunächst von Cristiane geschossenen Strafstoß, Schiedsrichterin Jacqui Melksham ließ diesen aber wiederholen, da eine US-Spielerin zu früh in den Strafraum gelaufen war, und die dann antretende Marta war dann letztlich erfolgreich. Zudem mussten die USA nun in Unterzahl spielen, da Rachel Buehler zusätzlich für die zum Elfmeter führende Notbremse die Rote Karte erhalten hatte. Es blieb aber bis zum Ende der regulären Spielzeit beim 1:1, wodurch es eine Verlängerung gab. In dieser erzielte Marta bereits nach zwei Minuten die 2:1-Führung für Brasilien. In der zweiten Minute der Nachspielzeit der Verlängerung gelang Abby Wambach nach einer weiten Flanke von Megan Rapinoe aber noch der 2:2-Ausgleich. Damit kam es zum Elfmeterschießen in dem alle fünf US-Amerikanerinnen verwandelten – wenn auch Shannon Boxx erst im zweiten Versuch. Da aber Solo einen Elfmeter halten konnte, erreichten die USA das Halbfinale. Für Brasilien war damit die WM vorzeitig zu Ende, die USA erreichten als zweite Mannschaft nach Deutschland zum dritten Mal das Finale, scheiterten dort aber im Elfmeterschießen an Japan.

### WM 2015 in Kanada
In der Qualifikation setzen sich die Brasilianerinnen wieder als Sieger der Sudamericano Femenino 2014 durch. In der Vorrunde wurden allerdings nur die Spiele gegen Paraguay, Chile und Bolivien gewonnen. Gegen Argentinien gab es als einige Stammspielerinnen geschont wurden eine 2:3-Niederlage. Auch in der Finalrunde wurden nicht alle Spiele gewonnen. Nach Siegen gegen Ecuador (4:0) und Argentinien (6:0) reichte aber ein 0:0 gegen Kolumbien um erneut Südamerikameister zu werden. Kolumbien konnte als Zweiter ebenfalls die Tickets für die WM abholen, Ecuador musste als Gruppendritter in die Playoffs gegen Trinidad & Tobago und qualifizierte sich dort durch ein last-minute-Tor als letzte Mannschaft zum ersten Mal für die WM.
Bei der Auslosung der Gruppen waren die Brasilianerinnen gesetzt und wurden der Gruppe E „zugeordnet“. Als Gruppengegner zugelost wurden Südkorea sowie die WM-Neulinge Spanien und Costa Rica.
In der Gruppe setzten sich die Brasilianerinnen ohne Punktverlust durch, schlugen Südkorea 2:0, Spanien 1:0 und Costa Rica ebenfalls mit 1:0. Im Achtelfinale unterlag man dann Australien mit 0:1 und schied aus.

### WM 2019 in Frankreich
In der Qualifikation setzen sich die Brasilianerinnen in der Sudamericano Femenino 2018 durch. Nach zwei Spielen der Finalrunde der besten vier Mannschaften war die WM-Teilnahme nicht mehr zu nehmen. Durch einen Sieg im letzten Spiel gegen Kolumbien wurde auch der Titel verteidigt.
Gruppengegner in Frankreich waren Australien, Italien und Jamaika. Nachdem die Brasilianerinnen seit Juli 2018 kein Spiel mehr gewonnen hatten, konnten sie gegen Jamaika auch ohne WM-Rekordtorschützin Marta mit 3:0 gewinnen. Alle Tore erzielte Cristiana, die seit dem Gewinn der Südamerikameisterschaft kein Länderspiel bestritten hatte. Im zweiten Spiel gegen Australien gingen sie mit 2:0 in Führung, wobei Marta mit einem verwandelten Strafstoß das erste Tor und ihr 16. WM-Tor erzielte und damit mit Miroslav Klose, dem WM-Rekordtorschützen der Männer gleichzog. In der Nachspielzeit der ersten Halbzeit konnten die Australierinnen aber den Anschlusstreffer erzielen und in der zweiten Halbzeit, zu der Marta ausgewechselt wurde, das Spiel drehen und mit 3:2 gewinnen. Dabei fiel das dritte Tor durch ein Eigentor von Mônica. Im dritten Spiel gegen Italien gewannen die Brasilianerinnen durch einen von Marta verwandelte Strafstoß. Da Australien im Parallelspiel mit 4:1 gegen Jamaika gewann, gegen Italien im ersten Spiel mit 1:2 verloren hatte und Italien Jamaika mit 5:0 besiegt hatte, waren die drei Mannschaften punktgleich. Durch die bessere Tordifferenz wurde Italien Gruppensieger und Australien aufgrund eines mehr erzielten Tores bei gleicher Tordifferenz wie Brasilien Zweiter. Die Brasilianerinnen qualifizierten sich aber als bester Gruppendritter ebenfalls für das Achtelfinale, wo sie auf Gastgeber Frankreich trafen. Mit 1:2 nach Verlängerung verloren sie gegen die Französinnen, gegen die sie zuvor in acht Begegnungen auch noch nicht gewinnen konnten.

### WM 2023 in Australien und Neuseeland
In der Qualifikation setzen sich die Brasilianerinnen bei der Copa América der Frauen 2022 ohne Gegentor durch. Die Vorrunde wurde mit Siegen gegen Argentinien (4:0), Uruguay (5:0), Venezuela (4:0) und Peru (6:0) als Gruppensieger beendet. Im Halbfinale wurde Paraguay mit 2:0 besiegt, womit sich die Brasilianerinnen für die WM qualifizierten. Durch einen 1:0-Sieg im Finale gegen Kolumbien wurde auch der Titel verteidigt und erstmals das Turnier ohne Gegentor beendet.
Bei der Auslosung am 22. Oktober 2022 wurde Brasilien der Gruppe mit Frankreich, das als Gruppenkopf gesetzt war und gegen das bei der letzten WM im Achtelfinale das Aus kam, Jamaika und einer Mannschaft zugelost, die sich im Februar beim interkontinentalen Play-off-Turnier noch qualifizieren muss. Die ist Panama, das sich im Play-off-Finale gegen Paraguay, so dass es ein erstes Spiel gegen Panama geben wird. Wäre es Paraguay geworden, wären erstmals zwei südamerikanische Mannschaften bei der WM aufeinandergetroffen. Gegen Panama gewannen die Brasilianerinnen zum Auftakt mit 4:0, wozu Ary Borges drei Tore beisteuerte. Gegen Frankreich wurde dann wieder einmal verloren, so dass gegen Jamaika, das gegen Frankreich ein torloses Remis erreicht hatte und Panama mit 1:0 besiegt hatte, ein Sieg zum Weiterkommen nötig war. Durch ein torloses Remis schieden die Brasilianerinnen aber zum dritten Mal nach den Gruppenspielen aus.
Nach der WM wurde Nationaltrainerin Pia Sundhage entlassen.

## Spiele

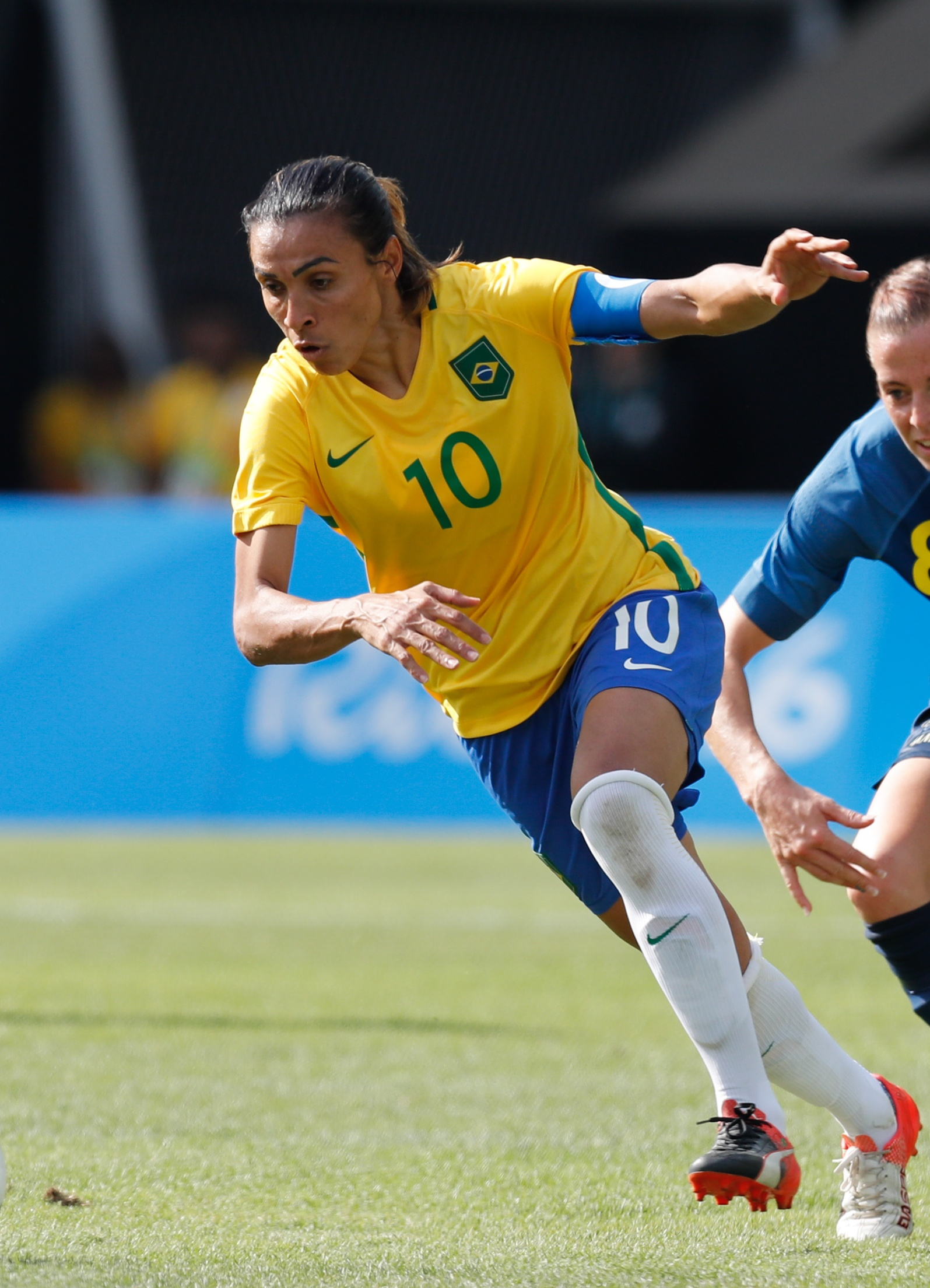
WM-Rekordtorschützin Marta

Brasilien bestritt bisher 37 WM-Spiele. Davon wurden 21 gewonnen, elf verloren und fünf endeten remis. Viermal gingen Spiele in die Verlängerung, da ein Sieger ermittelt werden musste. Eins wurde durch ein Golden Goal und eins im Elfmeterschießen gewonnen, eins im Elfmeterschießen verloren und eins „normal“ verloren.
Brasilien nahm einmal am Eröffnungsspiel teil: 1995 gegen den Gastgeber. Brasilien spielte zudem noch dreimal gegen den Gastgeber: 1991, 2007 und 2019. Brasilien spielte dreimal gegen den späteren Weltmeister (1991 in der Vorrunde, 1999 im Halbfinale und 2007 im Finale) und zweimal gegen den Titelverteidiger (1999 im Spiel um Platz 3 und 2007 im Finale). Brasilien spielte am häufigsten (4-mal) gegen die USA (ein Sieg, zwei Niederlagen, 1 Remis mit Niederlage im Elfmeterschießen) und gegen Australien (je zwei Siege und Niederlagen). Zwölf Spiele waren die bisher ersten gegen die jeweiligen Gegner.
Brasilien spielte bisher gegen Mannschaften aller anderen Konföderationen, aber bei der WM noch nie gegen eine der eigenen Konföderation. Auch gegen die Meister aller anderen Konföderationen wurde schon gespielt (8-mal), am häufigsten (3-mal) gegen den Europameister.
Die meisten Spiele bestritt Rekordnationalspielerin Formiga (27), die 2019 als erste Spielerin an ihrer 7. WM teilnahm. Marta erzielte die meisten WM-Tore für Brasilien (17) und liegt seit ihrem 15. WM-Tor am 9. Juni 2015 vor der nicht mehr aktiven Birgit Prinz auf Platz 1 der WM-Torschützinnenliste.
| Alle WM-Spiele |            |                      |                     |                         |   |                  | |
| Nr.            | Datum      | Ergebnis             | Gegner              | Austragungsort          |   | Anlass           | Bemerkungen                                                                                          |
| 1              | 17.11.1991 | 1:0                  | Japan               | Foshan (CHN)            | * | Vorrunde         | Erstes Spiel gegen Japan                                                                             |
| 2              | 19.11.1991 | 0:5                  | USA                 | Panyu (CHN)             | * | Vorrunde         | Erstes Spiel gegen einen amtierenden CONCACAF-Meister                                                |
| 3              | 21.11.1991 | 0:2                  | Schweden            | Panyu (CHN)             | * | Vorrunde         | Erstes Spiel gegen Schweden                                                                          |
| 4              | 05.06.1995 | 1:0                  | Schweden            | Helsingborg (SWE)       | A | Vorrunde         | |
| 5              | 07.06.1995 | 1:2                  | Japan               | Karlstad (SWE)          | * | Vorrunde         | |
| 6              | 09.06.1995 | 1:6                  | Deutschland         | Karlstad (SWE)          | * | Vorrunde         | Erstes Spiel gegen Deutschland                                                                       |
| 7              | 19.06.1999 | 7:1                  | Mexiko              | East Rutherford(USA)    | * | Vorrunde         | |
| 8              | 24.06.1999 | 2:0                  | Italien             | Chicago (USA)           | * | Vorrunde         | Erstes Spiel gegen Italien                                                                           |
| 9              | 27.06.1999 | 3:3                  | Deutschland         | Landover (USA)          | * | Vorrunde         | |
| 10             | 01.07.1999 | 4:3 n. V.            | Nigeria             | Landover (USA)          | * | Viertelfinale    | Erstes Spiel gegen Nigeria Erstes Spiel gegen einen amtierenden Afrikameister                        |
| 11             | 04.07.1999 | 0:2                  | USA                 | Stanford (USA)          | A | Halbfinale       | |
| 12             | 10.07.1999 | 0:0 n. V., 5:4 i. E. | Norwegen (TV)       | Pasadena (USA)          | * | Spiel um Platz 3 | |
| 13             | 21.09.2003 | 3:0                  | Südkorea            | Washington, D.C. (USA)  | * | Gruppenspiel     | |
| 14             | 24.09.2003 | 4:1                  | Norwegen            | Washington, D.C. (USA)  | * | Gruppenspiel     | |
| 15             | 27.09.2003 | 1:1                  | Frankreich          | Washington, D.C. (USA)  | * | Gruppenspiel     | Erstes Spiel gegen Frankreich                                                                        |
| 16             | 01.10.2003 | 1:2                  | Schweden            | Foxboro (USA)           | * | Viertelfinale    | |
| 17             | 12.09.2007 | 5:0                  | Neuseeland          | Wuhan (CHN)             | * | Vorrunde         | Erstes Spiel gegen Neuseeland Höchster Sieg einer südamerikanischen gegen eine ozeanische Mannschaft |
| 18             | 15.09.2007 | 4:0                  | Volksrepublik China | Wuhan (CHN)             | A | Vorrunde         | |
| 19             | 20.09.2007 | 1:0                  | Dänemark            | Hangzhou (CHN)          | * | Vorrunde         | Erstes Spiel gegen Dänemark                                                                          |
| 20             | 23.09.2007 | 3:2                  | Australien          | Tianjin (CHN)           | * | Viertelfinale    | |
| 21             | 27.09.2007 | 4:0                  | USA                 | Hangzhou (CHN)          | * | Halbfinale       | |
| 22             | 30.09.2007 | 0:2                  | Deutschland (TV)    | Shanghai (CHN)          | * | Finale           | |
| 23             | 29.06.2011 | 1:0                  | Australien          | Mönchengladbach (DEU)   | * | Vorrunde         | |
| 24             | 03.07.2011 | 3:0                  | Norwegen            | Wolfsburg (DEU)         | * | Vorrunde         | |
| 25             | 06.07.2011 | 3:0                  | Äquatorialguinea    | Frankfurt am Main (DEU) | * | Vorrunde         | Erstes Spiel gegen Äquatorialguinea                                                                  |
| 26             | 10.07.2011 | 2:2 n. V.; 3:5 i. E. | USA                 | Dresden (DEU)           | * | Viertelfinale    | |
| 27             | 09.06.2015 | 2:0                  | Südkorea            | Montreal (CAN)          | * | Vorrunde         | 15. WM-Tor von Marta                                                                                 |
| 28             | 13.06.2015 | 1:0                  | Spanien             | Montreal (CAN)          | * | Vorrunde         | Erstes Spiel gegen Spanien                                                                           |
| 29             | 17.06.2015 | 1:0                  | Costa Rica          | Moncton (CAN)           | * | Vorrunde         | |
| 30             | 21.06.2015 | 0:1                  | Australien          | Moncton (CAN)           | * | Achtelfinale     | |
| 31             | 09.06.2019 | 3:0                  | Jamaika             | Grenoble (FRA)          | * | Vorrunde         | Erstes WM-Spiel gegen Jamaika                                                                        |
| 32             | 13.06.2019 | 2:3                  | Australien          | Montpellier (FRA)       | * | Vorrunde         | |
| 33             | 18.06.2019 | 1:0                  | Italien             | Valenciennes (FRA)      | * | Vorrunde         | |
| 34             | 23.06.2019 | 1:2 n. V.            | Frankreich          | Le Havre (FRA)          | A | Achtelfinale     | |
| 35             | 24.07.2023 | 4:0                  | Panama              | Adelaide (AUS)          | * | Vorrunde         | Erstes Spiel gegen Panama                                                                            |
| 36             | 29.07.2023 | 1:2                  | Frankreich          | Brisbane (AUS)          | * | Vorrunde         | |
| 37             | 02.08.2023 | 0:0                  | Jamaika             | Melbourne (AUS)         | * | Vorrunde         | |

Anmerkung: Fett gedruckte Mannschaften waren zum Zeitpunkt des Spiels Meister ihrer Konföderation.
Die brasilianische Mannschaft erzielte ihre höchsten Siege gegen folgende Länder bei WM-Turnieren:
- Äquatorialguinea 3:0 (2011, Vorrunde)
- Volksrepublik China 4:0 (2007, Vorrunde)
- Dänemark 1:0 (2007, Vorrunde) – sowie drei 2:1-Siege beim Torneio Internacional Cidade de São Paulo 2011 und 2012
- Neuseeland 5:0 (2007, Vorrunde)
- Norwegen 4:1 und 3:0 (2003 und 2011, Vorrunden) – sowie ein 4:1 in einem Freundschaftsspiel
- Panama 4:0 (2023, Vorrunde, 1. Spiel gegen Panama)
- Spanien 1:0 (2015, Vorrunde) – zudem ein 2:1 in einem Freundschaftsspiel

Gegen diese Mannschaften kassierte die brasilianische Mannschaft ihre höchsten Niederlagen bei einem WM-Turnier:
- Deutschland 1:6 (1995, Vorrunde)
- Schweden 0:2 (1991, Vorrunde) – sowie ein 1:3 in einem Freundschaftsspiel

## Rekorde

### Spielerinnen
- Spielerinnen mit den meisten WM-Teilnahmen: Formiga mit 7 (1995–2019)
- Älteste Teilnehmerin bei einer WM: Formiga mit 41 Jahre und 112 Tagen am 23. Juni 2019
- Die älteste Torschützin: Formiga am 9. Juni 2015 mit 37 Jahren und 98 Tagen.
- Das erste Golden Goal schoss Sissi 1999 im Viertelfinale beim 4:3 n. V. gegen Nigeria.
- Zweimal wurden Brasilianerinnen Torschützenkönigin:
  - 1999 Sissi zusammen mit Sun Wen/China je 7 Tore
  - 2007 Marta – 7 Tore
- Die meisten Tore insgesamt: Marta – 17
- Sissi erzielte am 24. Juni 1999 beim 2:0 gegen Italien das 250. WM-Tor, Rosana am 24. September 2003 mit dem 2:0 (Endstand 4:1) gegen Norwegen das 350. WM-Tor und Daniela am 12. September 2007 mit dem 1:0 (Endstand 5:0) gegen Neuseeland das 450. WM-Tor.[13]

### Mannschaft
- Die häufigsten Halbfinalpaarungen (je 2×) waren Brasilien gegen die USA (1999 und 2007) und Deutschland gegen die USA (1991 und 2003), jede Mannschaft konnte davon ein Spiel gewinnen.
- Brasilien gewann am häufigsten (2×) gegen den Gastgeber (1995, 2007).

### Trainer
- Nur Brasilien und Nigeria traten bei den ersten sieben Teilnahmen immer mit einem anderen Trainer an. Nigeria auch bei der achten und neunten Teilnahme.
- Ältester Trainer bei einer WM, dessen Alter bekannt ist:[14] Paulo Gonçalves mit 66 Jahren bei der WM 2003.

### Negativrekorde
- Erste Gelb-rote Karte: Suzy im Spiel gegen Deutschland am 9. Juni 1995.[15]
- Die meisten Verwarnungen in einem Spiel: 8 beim Spiel Brasilien – Deutschland 1:6 am 9. Juni 1995[15] und zwischen Brasilien und der USA bei der WM 2011.[16] Während beim ersten Spiel Suzy zwei gelbe Karten erhielt, d. h. die gelb-rote Karte, bekam im zweiten Spiel noch zusätzlich Rachel Buehler die rote Karte.
- Das schnellste Eigentor: Daiane (Brasilien) nach 75 Sekunden im Spiel gegen die USA 2011

### Schiedsrichterinnen
Claudia Vasconcelos aus Brasilien war 1991 die erste weibliche Schiedsrichterin bei der WM. Sie leitete das kleine Finale zwischen Schweden und Deutschland.